# Lachděnpochja
Lachděnpochja (rusky Лахденпохья, finsky Lahdenpohja) je město v Karelské republice v Ruské federaci. Při sčítání lidu v roce 2010 měla bezmála osm tisíc obyvatel.

## Poloha a doprava
Lachděnpochja leží na severozápadě Ladožského jezera u ústí potoka Aurajoki. Od Petrozavodsku, hlavního města republiky, je vzdálena zhruba 330 kilometrů západně.
Západně od města vede železniční trať z Petrohradu přes Suojarvi do Petrozavodska, na které je tři kilometry od města stanice Jakkima. Do samotné Lachděnpochji vede vlečka.

## Dějiny
Oblast Lachděnpochji původně spadala pod Jakkimu. Samotná Lachděnpochja byla založena v roce 1882, od Jakkimy se osamostatnila v roce 1924. V Zimní válce získal celou oblast Sovětský svaz. Finské jednotky ji sice obsadily zpět v Pokračovací válce, ale na konci druhé světové války zůstala Sovětskému svazu.
Od roku 1954 je Lachděnpochja městem.